# Black Label Society
Black Label Society — сольний проєкт гітариста Закка Уайлда.

## Історія
У 1992 році після концертного туру на честь альбому «No More Tears» Оззі тимчасово пішов зі сцени, що привело до створення Закком його власного гурту Pride & Glory, музика якої поєднувала в собі блюзовий південний рок з Хеві-металом.
У 1994 році Оззі вирішив повернутися зі своєї відставки та прийнявся до запису альбому «Ozzmosis». В той самий час Закк був запрошений на вільне місце гітариста в Guns N’ Roses. Часу вирішувати чи вирушити в тур з Оззі або приєднатися до Guns N’ Roses було дуже мало. У результаті ні те, ні інше не вдалося. Це дало Закку можливість записати власний акустичний альбом «Book of Shadows».
Після обмеженого комерційного успіху з Book Of Shadows в 1998 Закк разом з барабанщиком Філіпом Ондіхом (Phil Ondich) формують Black Label Society і записують свій дебютний альбом «Sonic Brew». Нік Катанез став ритмом-гітаристом Закка ще з концертного туру Book Of Shadow. А Крейг Нюненмекер сів за барабанну установку відразу після відходу Філа у 2001.
Уайлд разом з басистом Джоном «JD» Дісервіо (John «JD» Deservio), барабанщиком Крейгом Нюненмекер (Craig Nunenmacher) і другим гітаристом Нікому «The Evil Twin» Катанез (Nick «The Evil Twin» Catanese) услід за релізом «Mafia» (2005) випустили пластинку під назвою «Shot To Hell»

## Музиканти
- Zakk Wylde — соло — гітара, вокал.
- John DeServio — бас — гітара.
- Nick Catanese — ритм — гітара.
- Вілл Хант — ударні.

## Дискографія

### Студійні альбоми
- Sonic Brew — (1999) — Spitfire Records
- Stronger Than Death — (2000) — Spitfire Records
- 1919 Eternal — (2002) — Spitfire Records
- The Blessed Hellride — (2003) — Spitfire Records
- Hangover Music Vol. VI — (2004) — Spitfire Records
- Mafia — (2005) — Artemis Records
- Shot to Hell — (2006) — Roadrunner Records
- Order Of The Black — (forthcoming, 2010) — E1 Music

### Альбоми компіляції
Kings of Damnation 98-04
- Released: 2005
- Label: Spitfire
- Format: CD — 23

Skullage — Released: April 21, 2009
- Label: Armoury
- Format: CD (+DVD)

### DVD
- Boozed, Broozed, and Broken-Boned (Live DVD) (2003)
- The European Invasion — Doom Troopin' Live (Live DVD) (2006)
- Skullage (DVD) (2009)